# Yodrak Salakjai
Niphon Praiwan (tiếng Thái Lan: นิพนธ์ ไพรวัลย์), được biết đến với nghệ danh Yodrak Salakjai (ยอดรัก สลักใจ), sinh ngày 6 tháng 2 năm 1956 Mất ngày 9 tháng 8 năm 2008, là một ca sĩ, nhạc sĩ người Thái Lan

## Mất
Năm 2008, anh được kiểm tra sức khỏe và bác sĩ phát hiện ra rằng anh bị ung thư gan, nhưng anh không muốn điều trị. Cho đến khi sức khỏe của anh ta bị va chạm và chết vào lúc 1:05 sáng, ngày 9 tháng 8 năm 2008, 52 tuổi.

## Danh sách đĩa nhạc

### Album gốc
- Jam Jai Doo (จำใจดู)
- Mareng Mai Ma Ying (มะเร็งไม่มายิง)
- Sam Sib Yang Jaew (สามสิบยังแจ๋ว)
- Jakkayan Khon Jon (จักรยานคนจน)
- Aao Nae (เอาแน่)
- Yoo Kab Yay (อยู่กับยาย)